# Veli Paloheimo
Veli Paloheimo (ur. 13 grudnia 1967 w Tampere) – fiński tenisista, reprezentant kraju w Pucharze Davisa w latach 1986–1992.

## Życiorys

### Młodość
Veli Paloheimo dorastał w Tampere w Finlandii. W związku z tym, że jego matka była Niemką, czasem wyjeżdżał do Niemiec Zachodnich do swoich dziadków. Od dziecka interesował się sportem, lecz uprawiał różne dyscypliny. Od 14. roku życia interesował się tenisem, a w wieku 16 lat rozpoczął intensywne treningi.

### Kariera tenisowa
Gdy skończył 17 lat, zaczął uczestniczyć w turniejach organizowanych przez ATP. Zawodowym tenisistą został w roku 1985. Reprezentował Finlandię w Pucharze Davisa w latach 1986–1992, z wyjątkiem roku 1991. W singlu rozegrał 22 mecze (wygrał 11), w deblu 9 (wygrywając 4).
Najwyżej w rankingu gry pojedynczej był na 48. miejscu (1 października 1990), a w klasyfikacji gry podwójnej na 219. pozycji (24 lipca 1989). Spośród fińskich tenisistów tylko Jarkko Nieminen zajmował wyższą pozycję w rankingu singlistów. W turniejach Wielkiego Szlema jego najlepszym rezultatem był udział w czwartej rundzie gry pojedynczej Australian Open 1990.

#### Zwycięstwa w turniejach ATP Challenger Tour w grze pojedynczej
| Końcowy wynik | Nr | Data                 | Turniej   | Nawierzchnia  | Przeciwnik        | Wynik finału  |
| ------------- | -- | -------------------- | --------- | ------------- | ----------------- | ------------- |
| Zwycięzca     | 1. | 13 listopada 1988    | Helsinki  | Dywanowa      | Nicklas Kulti     | 3:6, 6:4, 6:4 |
| Zwycięzca     | 2. | 22 października 1989 | Cherbourg | Twarda (hala) | Martin Laurendeau | 3:6, 6:3, 6:2 |
| Zwycięzca     | 3. | 29 października 1989 | Brest     | Twarda (hala) | Olivier Delaître  | 6:2, 6:2      |

### Życie prywatne
W roku 1990 ożenił się z Sanną, która rok później przyjęła wierzenia Świadków Jehowy i została ochrzczona. Również on sam rozpoczął studium Biblii, postanowił przerwać karierę sportową i przyjął chrzest w roku 1994. Ma trzech synów.
Został trenerem tenisa oraz pełni funkcję dyrektora centrum tenisowego.
Od jego imienia i nazwiska przetłumaczonego na język angielski pochodzi nazwa fińskiego zespołu rockowego Brother Firetribe.
Był członkiem zespołu przygotowującego film biograficzny Borg/McEnroe. Między odwagą a szaleństwem, który miał premierę w 2017 roku.